# Lill-Grundvattnet
Lill-Grundvattnet är en sjö i Strömsunds kommun i Ångermanland och ingår i Ångermanälvens huvudavrinningsområde. Sjön har en area på 0,107 kvadratkilometer och ligger 279,1 meter över havet.

## Delavrinningsområde
Lill-Grundvattnet ingår i det delavrinningsområde (710565-153255) som SMHI kallar för Utloppet av Lill-Grundvattnet. Medelhöjden är 290 meter över havet och ytan är 0,79 kvadratkilometer. Det finns inga avrinningsområden uppströms utan avrinningsområdet är högsta punkten. Vattendraget som avvattnar avrinningsområdet har biflödesordning 5, vilket innebär att vattnet flödar genom totalt 5 vattendrag innan det når havet efter 189 kilometer. Avrinningsområdet består mestadels av skog (74 procent). Avrinningsområdet har 0,11 kvadratkilometer vattenytor vilket ger det en sjöprocent på 13,5 procent.